# Bikorn

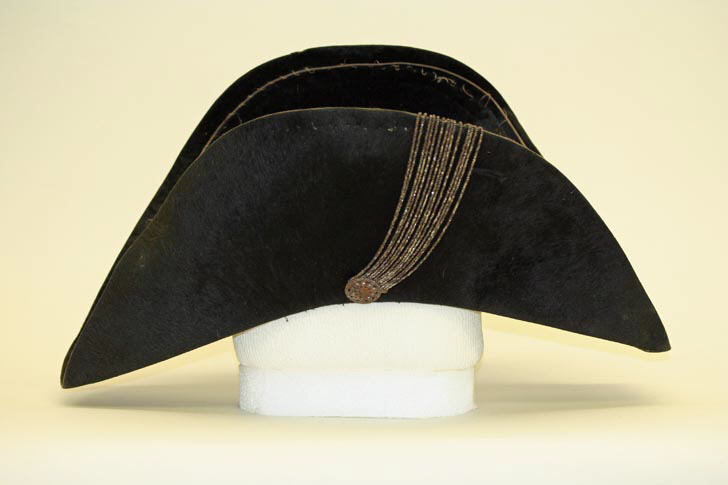
Bikorn, XVIII–XIX wiek

Bikorn (także: dwuróg, kapelusz stosowany) – rodzaj kapelusza, powszechnego w użyciu w XVIII i XIX wieku, szczególnie w Europie i Ameryce Północnej zarówno w wojsku jak i w marynarce, kojarzonego często z Napoleonem Bonaparte. Bikorny noszone były zarówno przez oficerów jak i generałów epoki napoleońskiej, przetrwały jako składnik munduru galowego w wielu armiach aż do lat dwudziestych XX wieku.
Bikorn wywodzi się z trikornu i początkowo czarne bikorny posiadały raczej szerokie rondo, z przednią i tylną częścią zawiniętą do góry i spiętą razem, tworząc nakrycie głowy w kształcie soczewki. Dodatkowo posiadały kokardę w barwach narodowych z przodu, później przybierając nieco bardziej trójkątną formę, dwa rogi stały się bardziej spiczaste i zostały skierowane do przodu i do tyłu głowy, a kokarda znalazła się po prawej stronie.
Niektóre bikorny były tak wykonywane, że można je było płasko złożyć i włożyć pod ramię – ta odmiana znana jest na świecie pod nazwami chapeau-bras lub chapeau-de-bras. To nakrycie głowy szczególnie upowszechniło się wśród oficerów marynarki na całym świecie i było bardzo popularne aż do I wojny światowej.
W Polsce bikorny upowszechniły się wraz z modą na nie na świecie – używane były w czasie Insurekcji kościuszkowskiej, a także później w armii Księstwa Warszawskiego czy Królestwa Polskiego, głównie przez oficerów. Bikorny były też elementem munduru galowego oficerów Marynarki Wojennej RP w okresie międzywojennym.

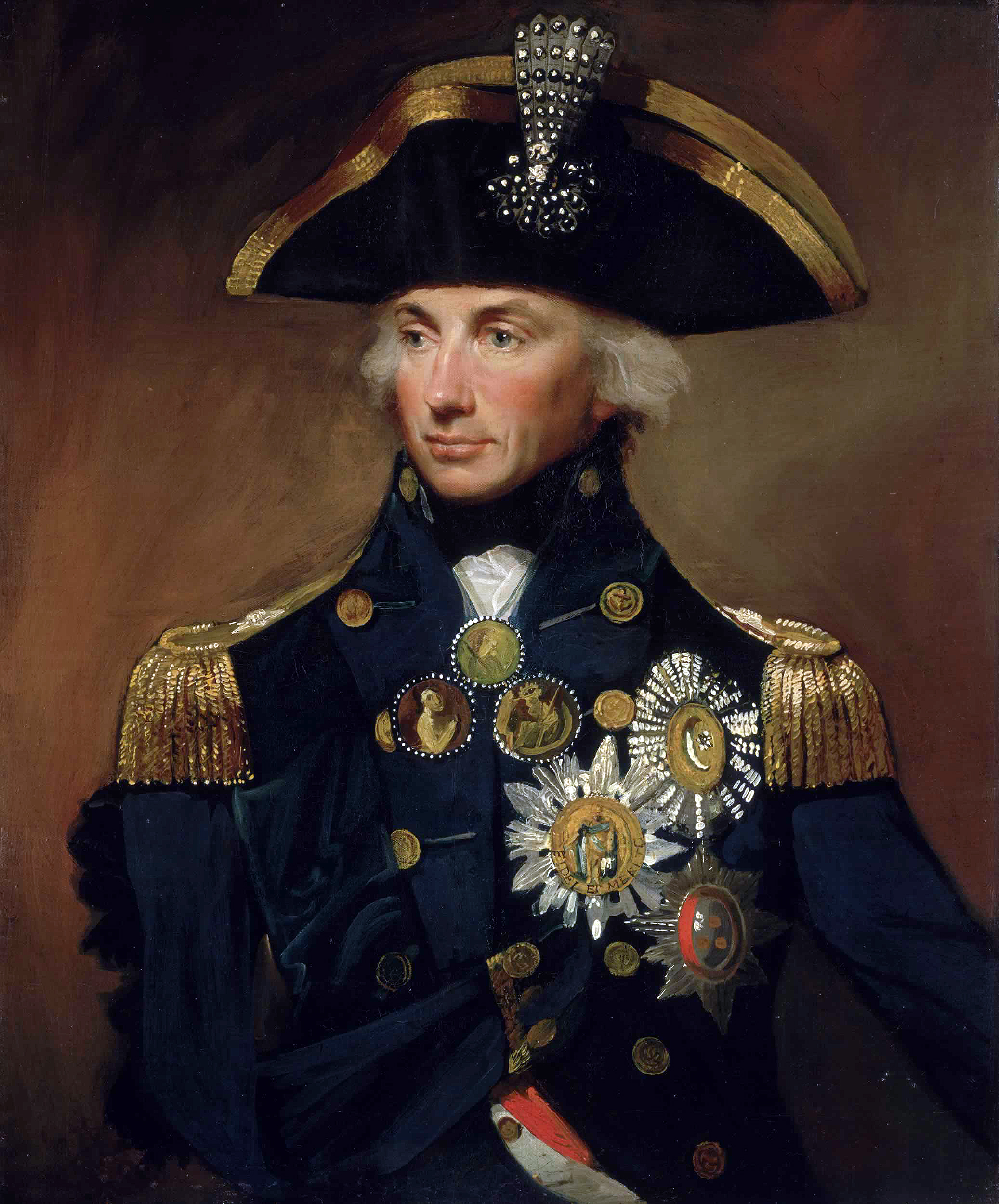
Horatio Nelson
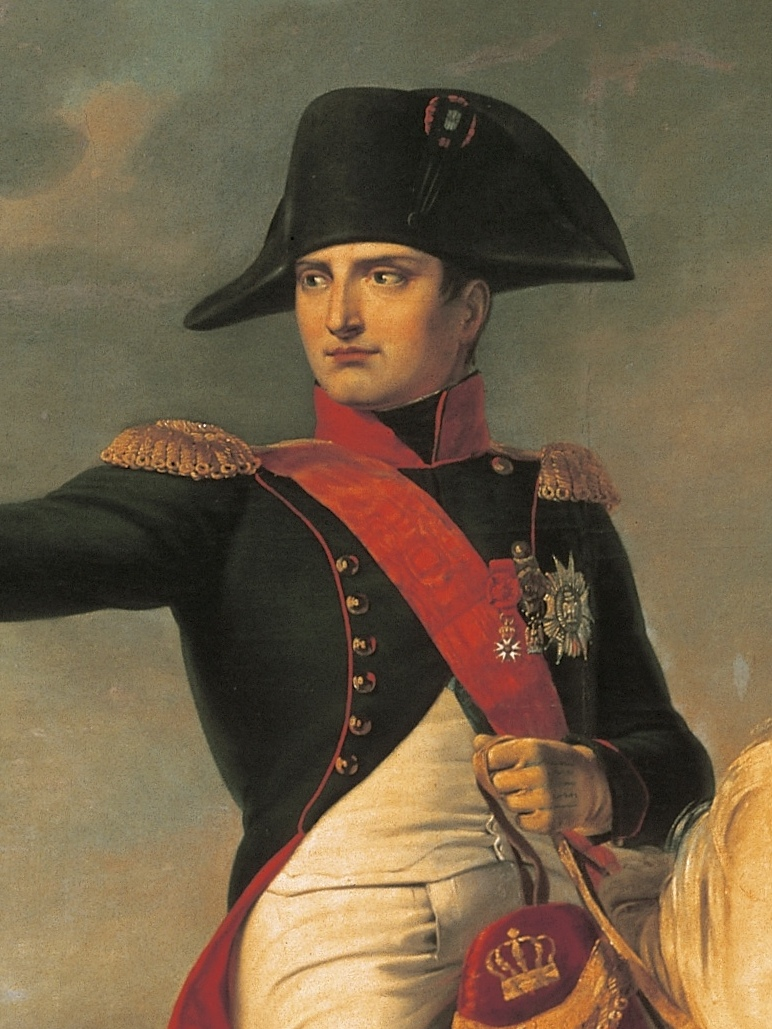
Napoleon Bonaparte
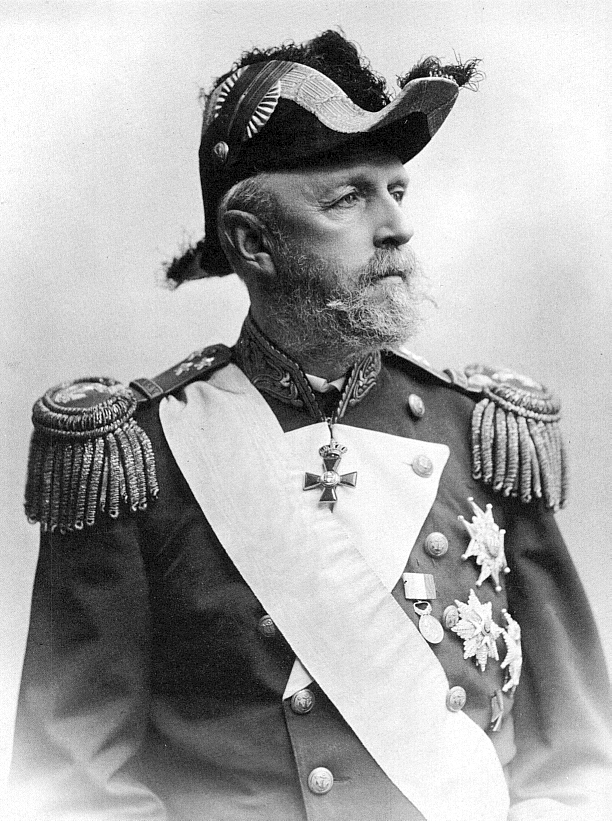
Król Szwecji Oskar II
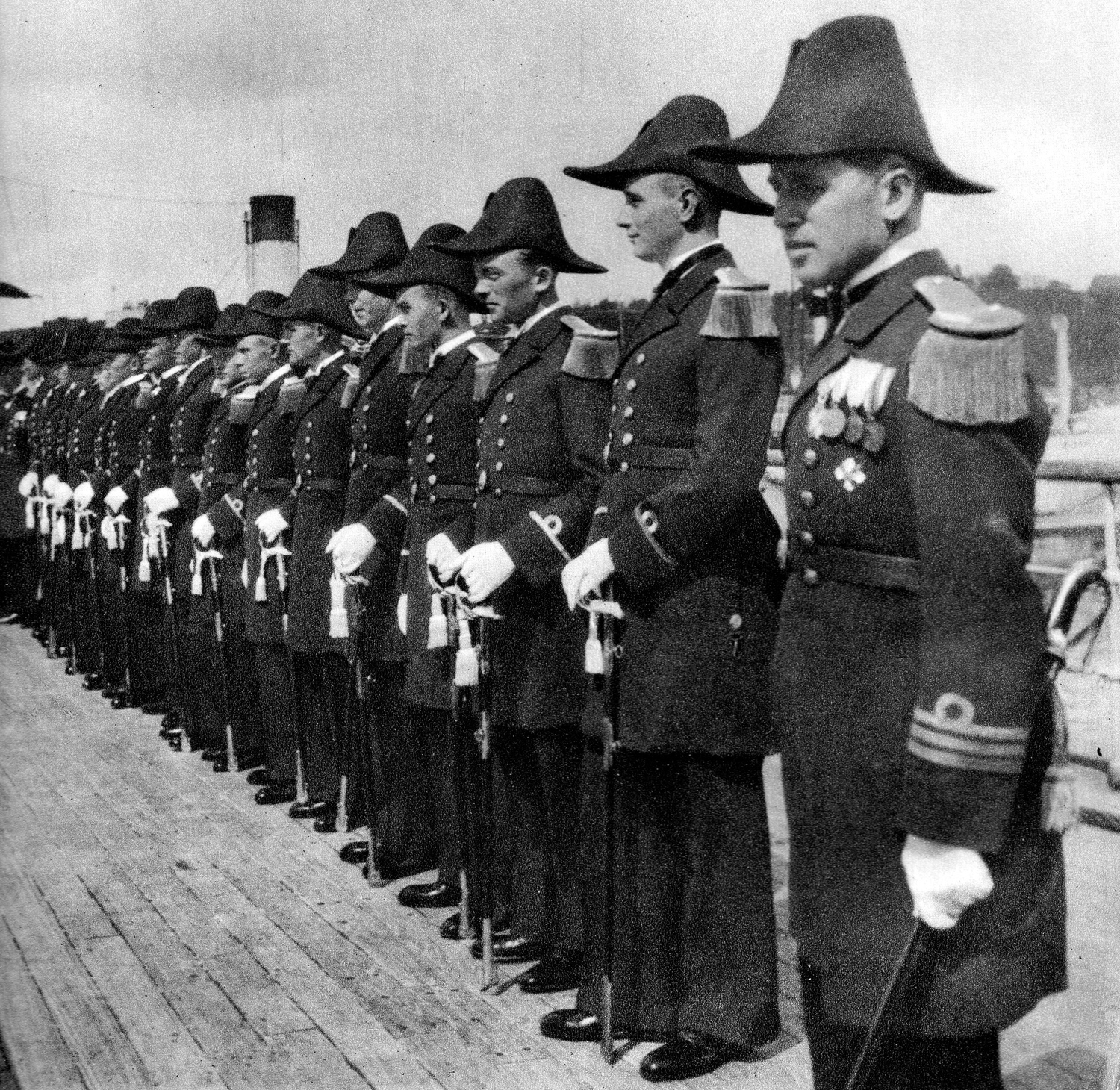
Nominacja oficerska w MW RP w roku 1926